# フロスト×ニクソン
『フロスト×ニクソン』（原題: Frost/Nixon）は、2008年のアメリカ映画。脚本のピーター・モーガンが手掛けた同名の舞台をロン・ハワードが映画化。
第81回アカデミー賞では作品賞を含む5部門にノミネートされた。

## 概要
1977年に放送されたイギリスの司会者デービッド・フロストによるリチャード・ニクソン元アメリカ合衆国大統領のインタビュー番組を描いた作品。
オリジナルの舞台版でも同役を演じてたマイケル・シーンとフランク・ランジェラがそれぞれフロスト役とニクソン役を演じている。ランジェラはアカデミー賞主演男優賞候補にもなった。
撮影は2007年8月に行われ、2008年の第52回ロンドン映画祭がワールド・プレミアとなった。

## ストーリー
1972年に始まったウォーターゲート事件から派生した1974年の大統領辞任の際、リチャード・ニクソン大統領がマリーン・ワン（海兵隊が運用する大統領専用のヘリコプター）に乗ってホワイトハウスを去る様子を世界中で4億人がテレビで見た。視聴者の中には、当時オーストラリアでトーク番組に出演していた英国人ジャーナリストのデビッド・フロストもいて、フロストはニクソンにインタビューすることをその日に決めた。
ニクソンの執筆エージェントであるアービング・ラザーは、このインタビューがニクソンの評判を回復し、金銭的に儲かる機会になると信じる。ラザーは50万ドルを要求し、その後のフロストとの交渉により最終的に60万ドルを確保する。
フロストは友人でプロデューサーのジョン・バートを、このインタビューが成功する可能性があると説得した後、ニクソンと会うためにバートと共にカリフォルニアへ向かう。飛行機の中で、フロストはキャロライン・クッシングという名前の若い女性に話し掛け、彼女もこの旅行に同行することになり、2人の関係が始まる。
フロストはインタビューをアメリカのネットワークに売り込むのに苦戦したことから、手金でこのプロジェクトを進めることを決める。彼は、インタビューの放送権を広告主や地方のテレビ局に売り込んでいく。彼とバートは、準備を手伝わせるため、調査役としてボブ・ゼルニックとジェームス・レストン・ジュニアの2人を雇う。しかし、フロストは自分がインタビューに何を求めているのかについて確信が持てない。レストンはニクソンからの告白を狙うよう勧める。
大統領辞任後のニクソンの首席補佐官ジャック・ブレナンの監視の下、フロストとニクソンは最初の3回の録音セッションを行う。インタビューには合意された時間制限があり、自分のチームからの圧力もあり、フロストは厳しい質問をしようと試みる。しかし、ベトナム戦争と外交における成果に関するセッションではニクソンが主導権を握った。舞台裏では、フロストの編集チームはジャーナリストとしてのフロストの能力に不安を感じており、また、ニクソンが自分自身の潔白を主張しているように思えることに怒っている。
ウォーターゲート事件に焦点を当てることになる最終セッションの4日前、フロストは酩酊したニクソンから電話を受ける。ニクソンは酔った勢いで暴言を吐き、この最終セッションが自分とフロストの2人のキャリアを左右することを2人とも分かっていると決めつける。彼は自分をフロストと比較し、2人とも貧しい家庭の出で、自分の活動分野で頂点に立つまでに苦労し、そして再び追い詰められたと言う。フロストは自分のテーマについて新たな洞察を得る一方、ニクソンは自分が最終セッションの勝者になるために全力を尽くすとフロストに言う。
この会話がフロストをある行動に駆り立てる。次の3日間、レストンがワシントンの連邦裁判所図書館で新たな手掛かりを探す間、必死に準備を進める。最終セッションが始まると、レストンがワシントンで発掘したニクソンとチャールズ・コルソン（ニクソンの顧問で、政権による盗聴などの非合法工作の中心人物）の会話記録を持ってフロストはニクソンを待ち構える。隣の部屋から自分の部下たちが固唾をのんで見守る中、ニクソンは非倫理的な行為をしたことを認め、「しかし、それをするのが大統領ならば、それは違法ではない」と付け加える。唖然としたフロストがニクソンの自白を誘導しようとした時、ブレナンが乱入して録音を止めた。ニクソンとブレナンが討議した後、インタビューは再開される。フロストは事前に準備された線で積極的に質問を続ける。ニクソンは隠蔽工作に関与したことを認め、「アメリカ国民を失望させた」と述べる。
インタビューが放映されてから暫くして、フロストとクッシングは別れを告げるためにニクソンの別荘を訪ねる。フロストはインタビューについてニクソンに感謝し、ニクソンは潔く敗北を認め、フロストに感謝し、彼の成功を願った。フロストはニクソンに、インタビュー中にフロストが履いていてニクソンが褒めたものと同じイタリア製の靴を贈った。2人きりになった時、ニクソンは酔ってフロストに電話した夜のことを尋ね、そのことについては全く覚えていないことを示唆した。その時、ニクソンは初めてフロストをファーストネームで呼んだ。ニクソンはフロストとクッシングが去っていくのを見送った後、別荘の石の手すりに靴を置き、厳かに夕日を眺めた。
最後に字幕で、インタビューは大成功を収め、ニクソンは1994年に脳卒中で亡くなるまで議論の対象から逃れられなかったことが示される。

## キャスト
※括弧内は日本語吹き替え
- リチャード・ニクソン - フランク・ランジェラ（稲垣隆史）
- デービッド・フロスト - マイケル・シーン（内田直哉）
- ジャック・ブレナン - ケヴィン・ベーコン（安原義人）
- キャロライン・クッシング - レベッカ・ホール（湯屋敦子）
- スイフティー・リザール - トビー・ジョーンズ（岩崎ひろし）
- ジョン・バード - マシュー・マクファディン（てらそままさき）
- ボブ・ゼルニック - オリヴァー・プラット（楠見尚己）
- ジェームズ・レストン - サム・ロックウェル（藤原啓治）
- パット・ニクソン - パティ・マコーマック（沢田敏子）
- ロイド・デイヴィス - クリント・ハワード（石住昭彦）

## 評価
レビュー・アグリゲーターのRotten Tomatoesでは258件のレビューで支持率は93%、平均点は8.00/10となった。Metacriticでは38件のレビューを基に加重平均値が80/100となった。